# Sint-Rochuskapel (Dworp)
De Sint-Rochuskapel is een grote kapel in de tot de Vlaams-Brabantse gemeente Beersel behorende plaats Dworp, gelegen aan de Lotsesteenweg.

## Geschiedenis
Een eerste kapel werd gebouwd in 1866 naar aanleiding van de cholera-epidemie die zich voordeed in 1865-1866. In 1964 schonk baron d'Anethan een stuk grond en de buurtbewoners brachten geld bijeen om een nieuwe kapel te bouwen naar ontwerp van Joannes Albrecht Cnop. Deze kapel kwam in 1964 tot stand. Op de gevelsteen vindt men te tekst:
- Deze capel is gebouwd ter ere van den H. Rochus patroon tegen pest en cholera ter gedachtenis van het jaer 1866 herbouwd 1964.

## Gebouw
De kapel is gebouwd in Diegemse breuksteen en heeft een mank lessenaardak met een klokkengevel op het hoogste punt.
Het interieur is zaalvormig, verlicht door een glas-in-betonvenster. Er is een altaar aanwezig.